# Okresní soud ve Vyškově
Okresní soud ve Vyškově je okresní soud se sídlem ve Vyškově, jehož odvolacím soudem je Krajský soud v Brně. Rozhoduje jako soud prvního stupně ve všech trestních a civilních věcech, ledaže jde o specializovanou agendu (nejzávažnější trestné činy, insolvenční řízení, spory ve věcech obchodních korporací, hospodářské soutěže, duševního vlastnictví apod.), která je svěřena krajskému soudu.
Soud se nachází v budově bez bezbariérového přístupu v Kašíkově ulici.

## Soudní obvod
Obvod Okresního soudu ve Vyškově se zcela neshoduje s okresem Vyškov, patří do něj území vojenského újezdu Březina a území všech těchto obcí:
Bohaté Málkovice •
Bohdalice-Pavlovice •
Bošovice •
Brankovice •
Bučovice •
Dětkovice •
Dobročkovice •
Dražovice •
Drnovice •
Drysice •
Habrovany •
Heršpice •
Hlubočany •
Hodějice •
Holubice •
Hostěrádky-Rešov •
Hoštice-Heroltice •
Hrušky •
Hvězdlice •
Chvalkovice •
Ivanovice na Hané •
Ježkovice •
Kobeřice u Brna •
Kojátky •
Komořany •
Kozlany •
Kožušice •
Krásensko •
Křenovice •
Křižanovice •
Křižanovice u Vyškova •
Kučerov •
Letonice •
Lovčičky •
Luleč •
Lysovice •
Malínky •
Medlovice •
Milešovice •
Milonice •
Moravské Málkovice •
Mouchnice •
Mouřínov •
Němčany •
Nemochovice •
Nemojany •
Nemotice •
Nesovice •
Nevojice •
Nížkovice •
Nové Sady •
Olšany •
Orlovice •
Otnice •
Podbřežice •
Podivice •
Podomí •
Prusy-Boškůvky •
Pustiměř •
Račice-Pístovice •
Radslavice •
Rašovice •
Rostěnice-Zvonovice •
Rousínov •
Ruprechtov •
Rybníček •
Slavkov u Brna •
Snovídky •
Studnice •
Šaratice •
Švábenice •
Topolany •
Tučapy •
Uhřice •
Vážany •
Vážany nad Litavou •
Velešovice •
Vyškov •
Zbýšov •
Zelená Hora